# Tomáš Hořava
Tomáš Hořava (Brno, 29 de mayo de 1988) es un futbolista checo que juega en la demarcación de centrocampista para el FC Viktoria Plzeň de la Liga de Fútbol de la República Checa.

## Selección nacional
Tras jugar en la selección de fútbol sub-21 de la República Checa, finalmente el 14 de noviembre de 2012 hizo su debut con la selección absoluta en un encuentro amistoso contra Eslovaquia que finalizó con un resultado de 3-0 a favor del combinado checo tras los goles de Bořek Dočkal y un doblete de David Lafata. Además jugó cuatro partidos de la clasificación para la Copa Mundial de Fútbol de 2018.

### Goles internacionales
| # | Fecha                   | Estadio                                          | Oponente | Gol | Resultado | Competición |
| - | ----------------------- | ------------------------------------------------ | -------- | --- | --------- | ----------- |
| 1 | 15 de noviembre de 2013 | Andrův stadion, Olomouc, República Checa         | Canadá   | 2–0 | 2-0       | Amistoso    |
| 2 | 3 de junio de 2014      | Andrův stadion, Olomouc, República Checa         | Austria  | 1–1 | 1–2       | Amistoso    |
| 3 | 22 de octubre de 2017   | Městský stadion, Ústí nad Labem, República Checa | Lituania | 1-0 | 3-0       | Amistoso    |

## Clubes
| Club              | País            | Año         | Partidos | Goles |
| ----------------- | --------------- | ----------- | -------- | ----- |
| SK Sigma Olomouc  | República Checa | 2006 - 2013 | 162      | 19    |
| FC Viktoria Plzeň | República Checa | 2013 -      | 206      | 38    |

## Palmarés

### Campeonatos nacionales
| Título                               | Club              | País            | Año  |
| ------------------------------------ | ----------------- | --------------- | ---- |
| Copa de la República Checa           | SK Sigma Olomouc  | República Checa | 2012 |
| Supercopa de la República Checa      | SK Sigma Olomouc  | República Checa | 2012 |
| Supercopa de la República Checa      | FC Viktoria Plzeň | República Checa | 2015 |
| Liga de Fútbol de la República Checa | FC Viktoria Plzeň | República Checa | 2015 |
| Liga de Fútbol de la República Checa | FC Viktoria Plzeň | República Checa | 2016 |
| Liga de Fútbol de la República Checa | FC Viktoria Plzeň | República Checa | 2018 |